# Literární noviny
Literární noviny är en tjeckisk kulturtidskrift som ursprungligen grundades 1927.

## Historia
Literární noviny var ursprungligen en litteraturtidskrift för författare i dåvarande Tjeckoslovakien och gavs ut av Europeiska litteraturklubben. De publicerade verk av ett flertal kända tjeckiska författare som Vítězslav Nezval, Stanislav Kostka Neumann, Konstantin Biebl och Jan Neruda, men även översatta verk av framför allt engelska, franska och ryska författare. Några av dem som publicerades var Guillaume Apollinaire, Eduard Bagritskij, Paul Éluard, Sergej Jesenin, och Michail Lermontov.
När Tjeckoslovakien blev ett tyskt protektorat 1941 förbjöds tidskriften, men den återuppstod 1946 som en tvåmånaderstidskrift utgiven av författarförbundet SČSS. Efter att SČSS organiserats om grundades tidskriften på nytt 1953 och blev nu en veckotidskrift som stödde det styrande partiet i det nu kommunistiska Tjeckoslovakien. På 1960-talet började Literární noviny dock avvika från partilinjen genom att vara kritiska och ta upp samhällspolitiska frågor, vilket gjorde den allt mer populär. Följden blev att Kommunistparitet beslöt att författarförbundet skulle fråntas tidskriften och i september 1967 blev den istället underställd ministeriet för kultur och information. I samband med detta avskedades även hela den dåvarande redaktionen och året efter bytte tidskriften namn till Kulturní noviny.
Samtidigt skapade författarförbundets ordförande Eduard Goldstücker och den gamla redaktionen en ny kritisk tidskrift under namnet Literární listy. Efter Pragvåren bytte den namn till Listy och kunde fortsätta att ges ut till maj 1969. Till redaktionen hörde bland andra Bohumil Hrabal, Milan Jungmann, Ivan Klíma, Milan Kundera, Vladimír Neff, Karel Kosík.
1990 återuppstod Literární noviny efter att Sammetsrevolutionen avskaffat kommunismen i landet. I dagsläget ges den ut av organisationen Právo, solidarita a informace. Sedan 2010 är Petr Bílek chefredaktör.